# Jan Eizes de Boer
Jan Eizes de Boer (Sneek, 6 juni 1932 – Heerde, 17 februari 2020) was een Nederlands burgemeester. Hij was lid van de CHU en later het CDA.

## Biografie
Hij werd in 1971 gemeentesecretaris van Medemblik en eind 1973 volgde zijn benoeming tot burgemeester van Marken. In juni 1979 werd hij de burgemeester van de Gelderse gemeente Hengelo en van oktober 1985 tot zijn pensionering in 1997 was de Boer de burgemeester van Heerde.